# Seznam politických stran v Botswaně
Toto je seznam politických stran v Botswaně.
| Zkratka | Český název                       | Anglický název                    |
| ------- | --------------------------------- | --------------------------------- |
| BNF     | Botswanská národní fronta         | Botswana National Front           |
| BCP     | Botswanská kongresová strana      | Botswana Congress Party           |
| BNF     | Botswanská národní fronta         | Botswana National Front           |
| BDP     | Botswanská demokratická strana    | Botswana Democratic Party         |
| BAM     | Botswanské alianční hnutí         | Botswana Alliance Movement        |
| MELS    | Botswanské hnutí MELS             | MELS Movement Botswana            |
| BPP     | Botswanská lidová strana          | Botswana People's Party           |
| BWF     | Botswanská dělnická fronta        | Botswana Workers Front            |
| NDF     | Národní demokratická fronta       | National Democratic Front         |
| BLP     | Botswanská labouristická strana   | Botswana Labour Party             |
| BPU     | Botswanský pokrokový svaz         | Botswana Progressive Union        |
| SDP     | Sociálnědemokratická strana       | Social Democratic Party           |
| PUSO    | Sjednocená socialistická strana   | United Socialist Party            |
| BTTO    | Botswanská organizace Tlhoko Tiro | Botswana Tlhoko Tiro Organisation |